# یوری لیانکا
یوری لیانکا (انگلیسی: Iurie Leancă؛ زادهٔ ۲۰ اکتبر ۱۹۶۳) یک سیاست‌مدار اهل مولداوی است.وی از آوریل ۲۰۱۳ تا فوریه ۲۰۱۵ نخست‌وزیر این کشور بود.